# Шведський клас І з хокею 1925
Клас 1: 1925 — 3-й сезон у Класі 1, що був на той час найвищою за рівнем клубною лігою у шведському хокеї з шайбою. 
У чемпіонаті взяли участь 9 клубів. 
Переможцем змагань став клуб ІК «Йота» (Стокгольм) .

## Турнірна таблиця
|   | Команда                     | І | В | Н | П | Ш      | О |
| - | --------------------------- | - | - | - | - | ------ | - |
| 1 | ІК «Йота» (Стокгольм)       | 6 | 4 | 0 | 0 | 21 - 1 | 8 |
| 2 | Нака СК                     | 2 | 2 | 0 | 0 | 6 - 1  | 4 |
| 3 | ІФК Стокгольм               | 2 | 2 | 0 | 0 | 7 - 3  | 4 |
| 4 | «Гаммарбю» ІФ (Стокгольм)   | 1 | 1 | 0 | 0 | 6 - 2  | 2 |
| 5 | ІФ «Санкт-Ерік» (Стокгольм) | 3 | 1 | 0 | 2 | 6 - 7  | 2 |
| 6 | «Юргорден» ІФ (Стокгольм)   | 3 | 1 | 0 | 2 | 3 - 6  | 2 |
| 7 | ІФ «Ліннеа» (Стокгольм)     | 2 | 0 | 0 | 2 | 1 - 6  | 0 |
| 8 | АІК Стокгольм               | 2 | 0 | 0 | 2 | 3 - 15 | 0 |
| 9 | «Трансбергс» ІФ (Стокгольм) | 3 | 0 | 0 | 3 | 4 - 16 | 0 |